# Wahlkreis Banjul South
Der Wahlkreis Banjul South ist ein Wahlkreis (englisch constituency) für die Wahl eines Abgeordneten der gambischen Nationalversammlung (National Assembly).

## Wahlergebnisse

### Parlamentswahl 2022
| Kandidaten                   | Kandidaten             | Parteien                                                        | Stimmen | %    |
| ---------------------------- | ---------------------- | --------------------------------------------------------------- | ------- | ---- |
|                              | Fatoumatta Njaigewählt | unabhängig                                                      | 1.538   | 39,8 |
|                              | Ousman Abou Wadda      | National People’s Party                                         | 1.364   | 35,3 |
|                              | Muhamadou Mansour Foon | People’s Democratic Organisation for Independence and Socialism | 572     | 14,8 |
|                              | Yaya Kuyateh           | United Democratic Party                                         | 393     | 10,2 |
| Gesamt                       | Gesamt                 | Gesamt                                                          | 3.867   | 100  |
|                              |                        |                                                                 |         |      |
| Quelle: Electoral Commission |                        |                                                                 |         |      |

### Parlamentswahl 2017
| Kandidaten                   | Kandidaten             | Parteien                                              | Stimmen | %    |
| ---------------------------- | ---------------------- | ----------------------------------------------------- | ------- | ---- |
|                              | Fatoumatta Njaigewählt | People’s Progressive Party                            | 1.411   | 58,5 |
|                              | Baboucarr Nyang        | Alliance for Patriotic Reorientation and Construction | 366     | 15,2 |
|                              | Mbye Baboucarr Manneh  | United Democratic Party                               | 341     | 14,1 |
|                              | Aziz Pa Boy Frazer     | Gambia Democratic Congress                            | 214     | 8,9  |
|                              | Mbye Baboucarr Sarr    | unabhängig                                            | 79      | 3,3  |
| Gesamt                       | Gesamt                 | Gesamt                                                | 2.411   | 100  |
|                              |                        |                                                       |         |      |
| Quelle: Electoral Commission |                        |                                                       |         |      |

### Parlamentswahl 2012
| Kandidaten                                          | Kandidaten             | Parteien                                              | Stimmen | %    |
| --------------------------------------------------- | ---------------------- | ----------------------------------------------------- | ------- | ---- |
|                                                     | Baboucarr Nyanggewählt | Alliance for Patriotic Reorientation and Construction | 1.450   | 57,2 |
|                                                     | Mbye Baboucarr Manneh  | unabhängig                                            | 1.086   | 42,8 |
| Gesamt                                              | Gesamt                 | Gesamt                                                | 2.536   | 100  |
|                                                     |                        |                                                       |         |      |
| Quellen: Electoral Commission, Kandidaten – Stimmen |                        |                                                       |         |      |

### Parlamentswahl 2007
| Kandidaten                                          | Kandidaten             | Parteien                                              | Stimmen | %    |
| --------------------------------------------------- | ---------------------- | ----------------------------------------------------- | ------- | ---- |
|                                                     | Baboucarr Nyanggewählt | Alliance for Patriotic Reorientation and Construction | 1.430   | 70,9 |
|                                                     | Aziz Pa Boy Fraser     | United Democratic Party                               | 587     | 29,1 |
|                                                     | Njaga Jammeh           | unabhängig                                            | 0       | 0,0  |
| Gesamt                                              | Gesamt                 | Gesamt                                                | 2.017   | 100  |
|                                                     |                        |                                                       |         |      |
| Wahlberechtigte                                     | Wahlberechtigte        | Wahlberechtigte                                       | 5.586   |      |
|                                                     |                        |                                                       |         |      |
| Quellen: Electoral Commission, Kandidaten – Stimmen |                        |                                                       |         |      |

### Parlamentswahl 2002
| Kandidaten                                          | Kandidaten                    | Parteien                                              | Stimmen | %   |
| --------------------------------------------------- | ----------------------------- | ----------------------------------------------------- | ------- | --- |
|                                                     | Alex Santiago Carvallogewählt | Alliance for Patriotic Reorientation and Construction | –       | –   |
| Gesamt                                              | Gesamt                        | Gesamt                                                | 0       | 100 |
|                                                     |                               |                                                       |         |     |
| Quellen: Electoral Commission, Ergebnisse – Stimmen |                               |                                                       |         |     |

### Parlamentswahl 1997
| Kandidaten                   | Kandidaten          | Parteien                                              | Stimmen | %    |
| ---------------------------- | ------------------- | ----------------------------------------------------- | ------- | ---- |
|                              | David Jonesgewählt  | Alliance for Patriotic Reorientation and Construction | 2.011   | 57,6 |
|                              | Pa Babou Seedy Njie | United Democratic Party                               | 1.479   | 42,4 |
| Gesamt                       | Gesamt              | Gesamt                                                | 3.490   | 100  |
|                              |                     |                                                       |         |      |
| Wahlberechtigte              | Wahlberechtigte     | Wahlberechtigte                                       | 5.384   |      |
|                              |                     |                                                       |         |      |
| Quelle: Electoral Commission |                     |                                                       |         |      |

### Parlamentswahl 1992
| Kandidaten                   | Kandidaten          | Parteien                                                        | Stimmen | %    |
| ---------------------------- | ------------------- | --------------------------------------------------------------- | ------- | ---- |
|                              | Momodou Taalgewählt | People’s Progressive Party                                      | 1.535   | 53,0 |
|                              | Babou Njie          | United Party / National Convention Party                        | 952     | 32,9 |
|                              | Amie Sillah         | People’s Democratic Organisation for Independence and Socialism | 236     | 8,2  |
|                              | Papa Mousa N’Diaye  | unabhängig                                                      | 171     | 5,9  |
| Gesamt                       | Gesamt              | Gesamt                                                          | 2.894   | 100  |
|                              |                     |                                                                 |         |      |
| Quelle: Electoral Commission |                     |                                                                 |         |      |